# Итальянский поход Рупрехта Пфальцского
Итальянский поход 1401—1402 годов — военная экспедиция римского короля Рупрехта Пфальцского в Италию.

## Избрание Рупрехта
Недовольные слабостью правления короля Венцеслава, не сумевшего установить мир в Германии и удалившегося в свое Богемское королевство, четыре курфюрста, собравшиеся в Марбурге, 20 августа 1400 низложили Люксембурга и на следующий день избрали на его место Рупрехта Пфальцского.
Одним из условий его избрания было восстановление имперской власти в Италии; особенное недовольство в Германии вызвало предоставление Венцеславом герцогского титула миланскому синьору Джан Галеаццо Висконти в обмен на 100 тысяч флоринов. При этом сами германские князья не желали нести расходов, предлагая пополнить имперскую казну за счет итальянских ленов.
Италия была значительно богаче Германии: доходы Флоренции, Венеции, Генуи или Болоньи превышали таковые у Баварии и Австрии, а богатство Джан Галеаццо превосходило доходы всей империи. Для финансирования похода планировалось использовать деньги итальянских городов, которые король должен был подчинить по пути к Милану.

## Переговоры с флорентийцами

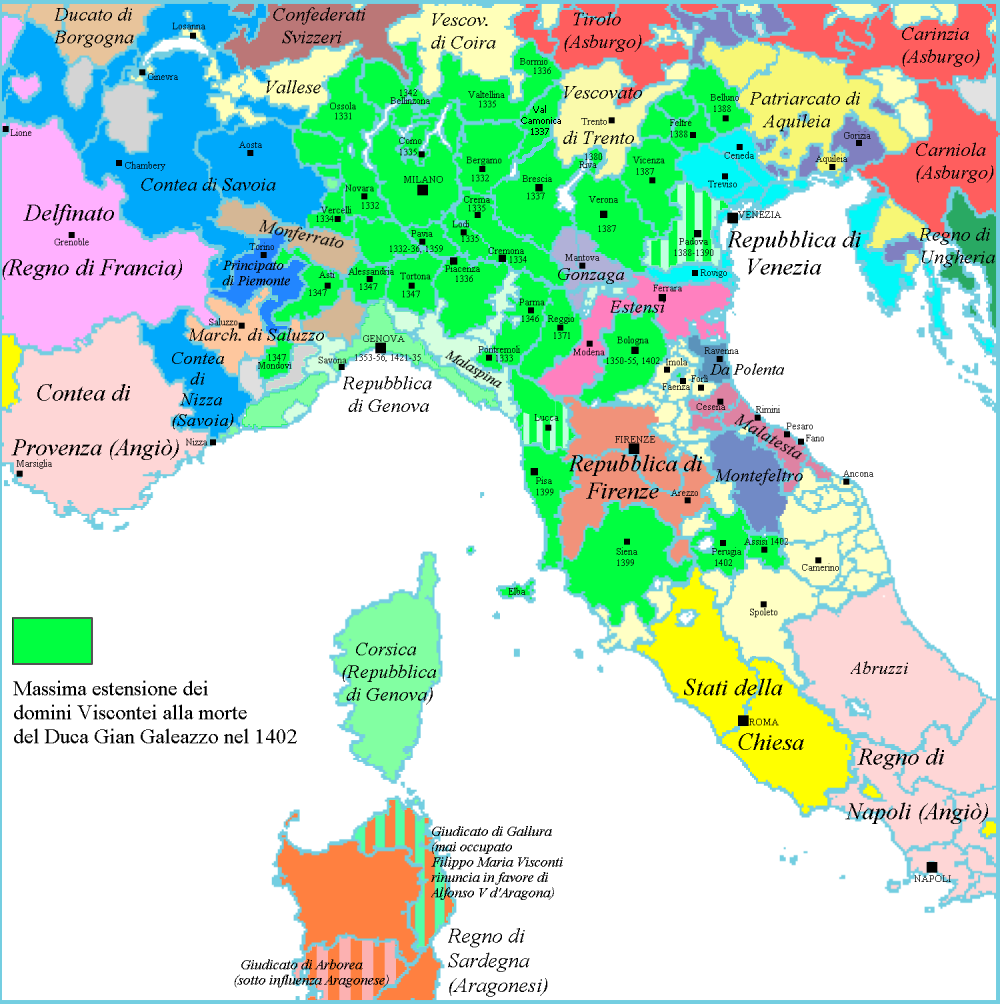
Территории, находившиеся под контролем Джан Галеаццо Висконти

Рупрехту требовалось признание со стороны папы. 30 января 1401 германские послы прибыли во Флоренцию, у которой просили содействия. Флорентийцы направили к Бонифацию IX своих представителей, но даже при поддержке Франческо да Каррары не смогли ничего добиться от понтифика, боявшегося гнева герцога Миланского.
Ответное флорентийское посольство во главе с Андреа Сальвини, «хорошо известным в Германии», а затем с Бонаккорсо Питти, «известным во всех странах», было назначено 18 февраля, 24-го прибыло в Рим, и отправилось в Германию 15 марта. По словам Питти, помимо формальных поздравлений с избранием, послы имели поручения просить Рупрехта прибыть в Рим на коронацию; «подтвердить права империи, и в частности те, которые захватил как тиран герцог
Миланский»; при условии проведения похода в 1401 году обещать 100 тысяч флоринов. Кроме того, флорентийцы просили подтверждения имперского викариата, который они имели на захваченных в Тоскане территориях, и распространение этого викариата на присоединенные к республике Ареццо, Монтепульчано и другие имперские земли.
Рупрехт просил 500 тысяч, утверждая, что в противном случае сможет собрать средства только к следующему году. Флорентийцы, владения которых миланский герцог стремился взять в кольцо торговой блокады, не хотели ждать, и, в конце концов, согласились внести 200 тысяч, из которых 50 тысяч дукатов представитель короля должен был получить в Венеции сразу после вступления немцев в Италию, а остальную сумму предполагалось позднее выплатить частями.
Питти предупредил короля о коварстве герцога Миланского, который непременно постарался бы его убить «ядом или ножом». Это заставило Рупрехта принять меры безопасности. Вскоре близ Амберга, где находился двор, был задержан подозрительный иностранец, оказавшийся миланским агентом, доставившим императорскому лейб-медику Герману письмо от его учителя, придворного врача герцога Миланского Пьеро ди Тозиньяно. Герман на допросе сознался, что должен был отравить своего господина при помощи клизмы, за что ему было обещано 15 тысяч дукатов, из которых треть в Майнце, а остальное в Венеции.
Врача привезли в Нюрнберг, где собрались архиепископы Кельнский и Майнцский, а также многие князья, приговорили к смерти и колесовали. После этого наказание миланского правителя могло рассматриваться как вопрос чести.

## Поход
К сентябрю король собрал в Аугсбурге 15 тысяч всадников, но треть армии ему пришлось распустить из-за нехватки средств. С остальными войсками он 25 сентября выступил к Тренто, но двигался медленно, ожидая доставки денег из Венеции. Задержка примерно в 22 дня, по мнению Питти, дала противнику возможность подготовиться к обороне. Джан Галеаццо успел собрать значительные силы и направить их к угрожаемым пунктам. Кроме этого миланский правитель постарался найти союзников, проведя успешные переговоры с германскими князьями, Арагоном, Савойей и Францией, которой предложил проект двойного брака: Джованни Марии Висконти с дочерью Карла VI, а Филиппо Марии с внучкой герцога Бургундского.
Сам Рупрехт принял командование тремя тысячами баварцев, вспомогательную армию итальянских эмигрантов возглавлял Франческо да Каррара, остальными силами командовали бургграф Нюрнбергский и герцог Австрийский. Перед выступлением король потребовал у Джан Галеаццо оставить незаконно занятые имперские города, на это герцог ответил, что свои владения получил от законного императора и не отдаст их узурпатору.
Герцог Миланский обложил свои земли чрезвычайной податью в 600 тысяч флоринов и выставил на границе войско из 13 500 тяжеловооруженных всадников и 12 тысяч пехоты. Этими силами, состоявшими почти из одних итальянцев, командовал Якопо даль Верме, под началом которого находились самые знаменитые кондотьеры: граф Альберико да Барбьяно, Фачино Кане, Оттобоне Терци, Галеаццо Мантуанский, Таддео даль Верме, Галеаццо и Антонио Порро, маркграф Монферратский, Карло Малатеста, и другие.

## Битва при Брешии
Итальянцы уже несколько десятилетий не встречались с немцами на поле боя, но превосходство имперской армии считалось бесспорным. Поднять восстание в городах Ломбардии сторонникам императора не удалось, но вступление войск Рупрехта на земли Брешии вызвало большой энтузиазм у флорентийцев, а Джан Галеаццо приказал своим отрядам укрыться в крепостях.
Якопо даль Верме и его капитаны были другого мнения. После нескольких перестрелок с противником они обрели уверенность, и на третий день, 21 октября, Верме выступил из Брешии и первым атаковал имперцев. Немцы долгое время не совершенствовали свое военное искусство, поэтому итальянская кавалерия, имевшая опыт многочисленных войн, опрокинула их первым же ударом. Бургграф Нюрнбергский, атакованный маркграфом Монферратским, был выбит из седла, герцог Австрийский, сражавшийся с частями Карло Малатесты, попал в плен. От полного разгрома королевскую армию спасла конница Каррары, прикрывшая её отступление.
Немцы были обескуражены поражением, которое не могли списать ни на численное превосходство неприятеля, ни на внезапность нападения. Леопольда Австрийского герцог Миланский отпустил через три дня, тем самым посеяв в имперском лагере подозрение в предательстве. Вскоре герцог Австрийский и архиепископ Кельнский заявили, что возвращаются в Германию. Рупрехт и флорентийские послы не смогли их переубедить, и королю, ослабленному отбытием этих принцев, пришлось отступать в Тренто.

## Окончание похода
Рупрехт, желавший отомстить за поражение, 6 ноября вступил с четырьмя тысячами всадников в Падую, имперские войска ему пришлось распустить. Король возобновил переговоры с флорентийцами, которые были недовольны тем, что военные действия в Ломбардии продлились всего три дня, при том, что было потрачено уже 100 тысяч флоринов. Республика была согласна выплатить оставшиеся 90 тысяч при условии продолжения войны.
Так как стороны упрекали друг друга в несоблюдении договора, в начале декабря было решено обратиться к венецианскому посредничеству. Венецианцы приняли короля с большой пышностью и постарались помирить его с флорентийцами. Миланская экспансия беспокоила и венецианское правительство, но вступать в союз против Висконти оно опасалось. Удалось договориться о выплате 65 тысяч, а король соглашался установить свою главную квартиру в Падуе и весной возобновить военные действия.
Пока шли переговоры Джан Галеаццо в декабре 1401 начал войну с Болоньей и приказал Альберико да Барбьяно атаковать владения её сеньора Джованни Бентивольо. Болонья была буфером между владениями Милана и Флоренции, и её падение создавало республике прямую военную угрозу. 20 марта 1402 флорентийцы заключили с Бентивольо союз и помогли ему изгнать миланские войска.
Тем временем войско Рупрехта продолжало разбегаться. Король направил во Флоренцию Людвига Баварского и епископа Шпайерского, сообщивших, что монарх собирается продолжить войну, но у него закончились средства и республика должна взять его армию на полное обеспечение. Децемвиры войны рассудили, что при таких условиях король фактически стал бы командующим войсками Флоренции, а в этой должности любой кондотьер и обошелся бы дешевле, и был бы под более надежным контролем. Флорентийцы ответили, что готовы выполнить взятые на себя обязательства, если король выполнит свои, но на дальнейшие жертвы республика не пойдет. Получив такой ответ, Рупрехт прекратил экспедицию и 15 апреля увел остатки армии в Германию.

## Результаты
Формально экспедиция короля Рупрехта была обычным коронационным походом, поэтому состояние войны не объявлялось и, соответственно, мира не заключали.
Поход закончился позорным поражением, положившим конец всем планам короля. Джан Галеаццо, одержавший блестящую победу, продолжил экспансию и уже в июле, после битвы при Казалеккьо, овладел Болоньей, чем поставил Флоренцию в тяжелейшее положение. Лишь внезапная смерть герцога Миланского 3 сентября того же года спасла республику от возможной «потери независимости».
По словам Бонаккорсо Питти, герцог Миланский

…смог бы стать синьором всей Италии немного времени спустя, если бы, однако, победил нас. А он был в состоянии победить нас, так как уже стал синьором Пизы, Сьены, Перуджи, Кьези и Болоньи и всех их замков и синьор Лукки ему повиновался, так же как и Малатести, и синьор Урбино, и вся Ломбардия была порабощена, кроме Венеции.— Бонаккорсо Питти. Хроника. Л., 1972, с. 97

## Комментарии
1. ↑  Три церковных и курфюрст Пфальцский
2. ↑  В первую очередь они имели в виду Пизу, присоединенную герцогом Миланским к своим владениям
3. ↑  Туда флорентийцы направили Джованни Медичи
4. ↑  Республика направила посольство в составе Филиппо деи Корсини, Ринальдо Джанфильяцци, главы олигархического режима Мазо дельи Альбицци, Томмазо деи Саккетти, Андреа деи Веттори и Бонаккорсо Питти (Питти, с. 95)